# Daniela Wakonigg

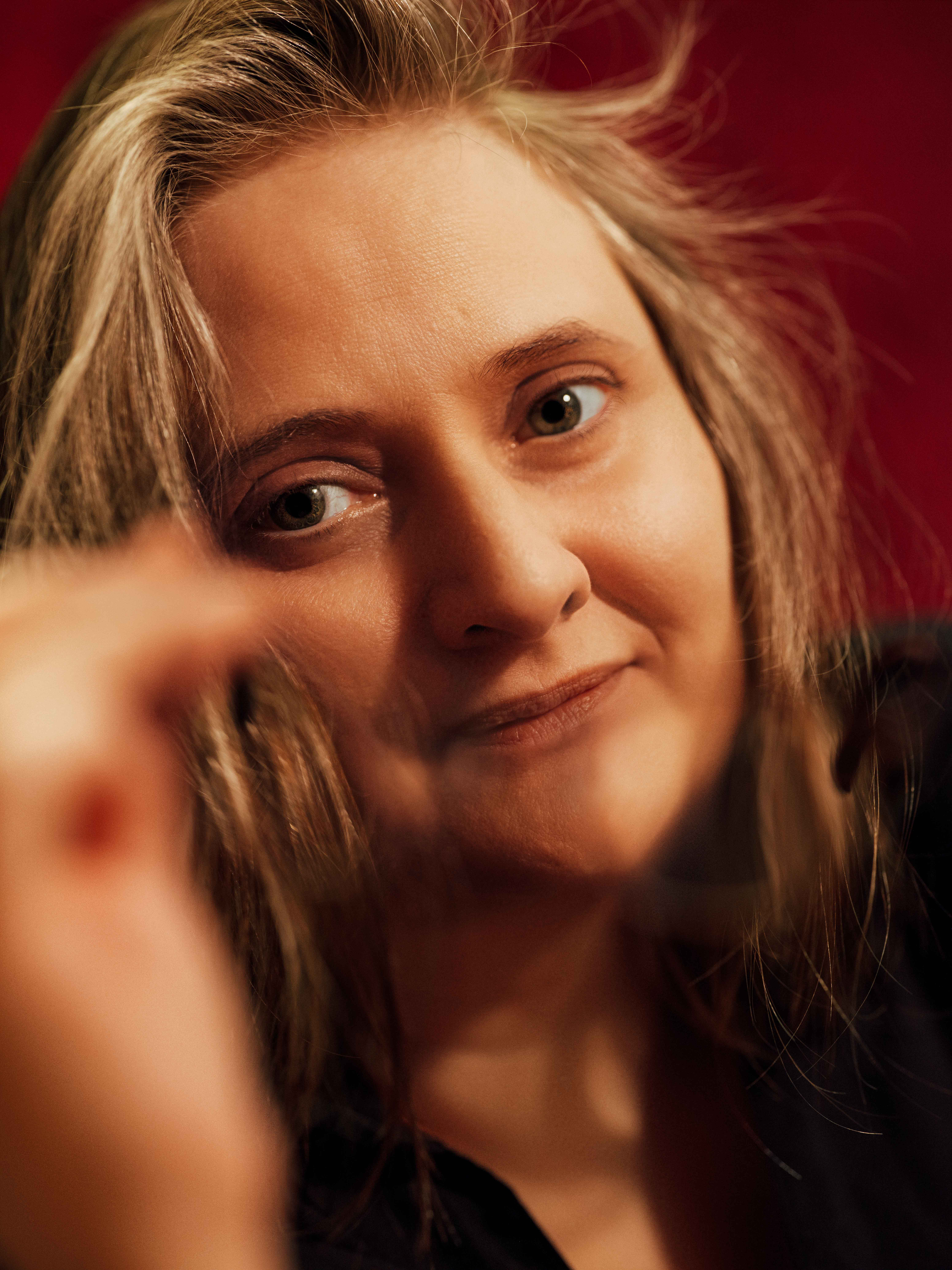
Daniela Wakonigg (2021)

Daniela Wakonigg (geboren 1973 in Münster, Westfalen) ist eine österreichische Autorin, Journalistin und Regisseurin.

## Leben und Ausbildung
Daniela Wakonigg studierte Philosophie, Katholische Theologie und Germanistik mit dem Studiumsabschluss M.A. (Master of Arts). Gleichzeitig arbeitete sie in der Arbeitsstelle für Aufklärungsforschung der WWU Münster und im Bereich Theater und experimenteller Film. Nach dem Studium war sie als Zeitungsjournalistin Leiterin des Ressorts Kultur/Wissenschaft der Monatszeitschrift „Kronos“. Nebenbei spezialisierte sie sich auf das Schreiben und Produzieren von Hörspielen und Features und erlernte das Fach Hörspielregie als Regieassistentin für Hörspiel- und Featureproduktionen beim WDR. Daniela Wakonigg ist Mitglied im Verband Deutscher Schriftstellerinnen und Schriftsteller.

## Tätigkeiten
Daniela Wakonigg schreibt Bücher, ihr Schwerpunkt als Autorin und als Regisseurin liegt allerdings im Bereich Hörspiel/Hörbuch/Audiofeature. Sie war unter anderem Hauptautorin der Sherlock-Holmes-Reihe des Hörspiellabels Maritim sowie der Asterix-Hörspielserie von Karussell und ist als Hörspielautorin und Hörspielbearbeiterin für zahlreiche deutsche Hörspiellabels und -verlage wie Universal Music Group, Edel Medien oder Headroom Sound Production tätig. Neben fiktionalen Stoffen schreibt und bearbeitet sie auch Sachhörbücher für Kinder und Erwachsene (z. B. Hörbücher der Reihe Was ist was junior) und ist als Interviewerin tätig.
Als Journalistin ist Daniela Wakonigg in Hörfunk, Printmedien sowie online tätig, ihre journalistischen Schwerpunkte liegen in den Themenbereichen Geschichte, Philosophie, Naturwissenschaften sowie Religion- und Religionskritik.
Für den Hörfunk verfasst sie vor allem Radiofeatures (Daniela Wakonigg ist z. B. Stammautorin der Hörfunk-History-Reihen WDR-ZeitZeichen/Stichtag und SWR-Zeitwort), im Bereich Print schreibt sie u. a. für das Wissenschaftsmagazin Bild der Wissenschaft. Zusätzlich ist sie Redakteurin des Politischen Magazins MIZ (Materialien und Informationen zur Zeit) und seit 2016 stellvertretende Chefredakteurin des wochentäglich online erscheinenden Humanistischen Pressedienstes (hpd).

## Werke

### Hörspiele und Hörbücher (Auswahl)
- 2011: Arthur Conan Doyle: Sherlock Holmes – Der illustre Klient, Maritim, Dortmund, ISBN 978-3-86714-283-0.
- 2013: Nele Neuhaus: Elena – Ein Leben für Pferde, Silberfisch, Hamburg. ISBN 978-3-86742-252-9.
- 2019: Asterix in Italien, Karussell, Berlin
- 2020: WAS IST WAS junior: Die spannende Welt der Insekten, Tessloff, Nürnberg
- 2022: Abenteuer & Wissen: Sherlock Holmes & Co: Die Geschichte der Kriminalistik, Headroom, Köln 2022, ISBN 978-3-96346-055-5 (mit Mark Benecke).

Darüber hinaus enthält die ARD-Hörspieldatenbank 37 Datensätze (Stand: März 2022) in denen Daniela Wakonigg als Regieassistentin geführt wird.

### Radio-Features (Auswahl)
- 2009: Hundeleben – Zwischen Luxusleine und Tiertafel, WDR (Text und Regie).[3]
- 2011: Züritüütsch – Die Deutschschweizer und ihre Mundarten, WDR (Text und Regie).
- 2016: Faszination Chromosomen – Trisomie 21, Touchdown 21/Aktion Mensch.[4]
- 2016: Gentest-Junkie – Die schöne neue Welt der DNA, WDR (Text).

### Bücher (Auswahl)
- Die Natur des Philosophen. Die Philosophenbilder Nietzsches und der deutschen Aufklärungsphilosophie im Vergleich, Tectum, Marburg 2011, ISBN 978-3-8288-2607-6.
- Das Fliegende Spaghettimonster – Religion oder Religionsparodie? Mit Winfried Rath. Alibri, Aschaffenburg 2017, ISBN 978-3-86569-272-6.
- H. P. Lovecraft: Gegen die Religion (Übersetzung), JMB, Hannover 2017, ISBN 978-3-944342-94-8.
- Spott sei Dank (Karikaturenbuch, Text), Alibri, Aschaffenburg 2019, ISBN 978-3-86569-312-9.
- Freddy, das Glücksschwein (Bilderbuch), Alibri, Aschaffenburg 2020, ISBN 978-3-86569-268-9.
- Das Fliegende Spaghettimonster: Die Kinderbibel. Mit Illustrationen von Joachim Sohn. Alibri, Aschaffenburg 2023, ISBN 978-3-86569-391-4.